# Paul Arnal
Pour les articles homonymes, voir Arnal.
Paul Arnal, né le 7 juin 1871 à Florac en Lozère et mort à Nîmes en 1950, est un pasteur et spéléologue français, cofondateur du Club Cévenol et fondateur de la revue du club, Causses et Cévennes en 1895.

## Biographie
Né d'une famille d'artisans boulangers, il fait ses études secondaires au collège de Mende, puis au lycée de Nîmes. Il poursuit ses études à la faculté de théologie protestante de Paris, où il soutient en 1896, une thèse de baccalauréat en théologie, sur l'Église réformée de Florac avant la Révolution française.
Il est pasteur d'abord à Cassagnas, puis à Vebron (1896-1910) et enfin à Uzès (1910-1937), il prend sa retraite à Nîmes où il meurt en 1950.

## Activités spéléologiques
Le 18 septembre 1894 à Florac, il fonde le Club Cévenol avec d'autres jeunes émules du spéléologue Édouard-Alfred Martel. Il restera d'ailleurs secrétaire général de cette association, au service des Causses et des Cévennes, jusqu'à sa mort.
Il est également l’inventeur en 1908, sur le plateau du Causse Méjean, du site de Nîmes-le-Vieux, un chaos rocheux dolomitique.

## Hommages et distinctions
- 1908 : médaille du Club cévenol[2].

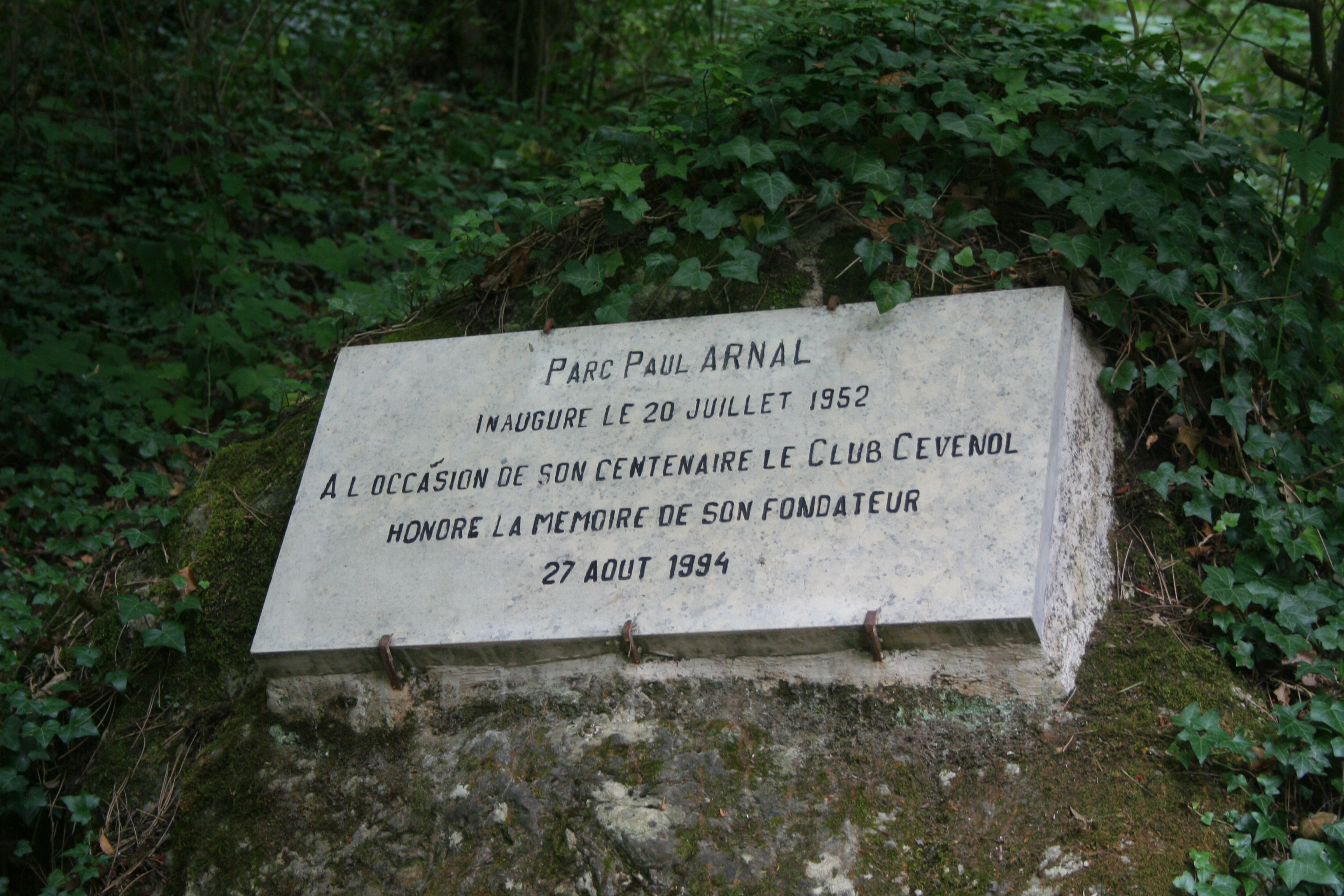
Plaque au parc Paul-Arnal à Florac.

- 1929 : chevalier de la Légion d'honneur, pour ses mérites dans la promotion du tourisme français[1].
- 1952 : le parc Paul-Arnal de Florac est nommé en son honneur[3].